# リーヴォリ・ヴェロネーゼ
リーヴォリ・ヴェロネーゼ（伊: Rivoli Veronese）は、イタリア共和国ヴェネト州ヴェローナ県にある、人口約2,200人の基礎自治体（コムーネ）。ナポレオン戦争におけるリヴォリの戦い（1797年）で知られている。

## 地理

### 位置・広がり
ヴェローナの約西北20kmに位置し、アディジェ川右岸（西岸）の丘陵上に位置する。チロル地方やアディジェ川上流から北イタリアの平野に進出する際の要衝である。

#### 隣接コムーネ
隣接するコムーネは以下の通り。
- アッフィ
- ブレンティーノ・ベッルーノ
- カプリーノ・ヴェロネーゼ
- カヴァイオーン・ヴェロネーゼ
- コステルマーノ
- ドルチェー
- サンタンブロージョ・ディ・ヴァルポリチェッラ

### 気候分類・地震分類
気候分類では、zona E, 2607 GGに分類される。
また、イタリアの地震リスク階級 (it) では、zona 2 (sismicità media) に分類される。

## 歴史
古来、リーヴォリ付近は軍事的に困難な障壁とみなされてきた。イタリアへの進出を図った神聖ローマ皇帝カール5世や、オーストリアのオイゲン・フォン・ザヴォイエンは、直接リーヴォリを攻撃することを避け、山越えを選択している。
ナポレオン戦争中の1797年1月15日、ナポレオンが率いるフランス軍は、ヨーゼフ・アルフィンツィ率いるオーストリア軍を退けて勝利を収めた（リヴォリの戦い）。パリのリヴォリ通りは、この戦勝を記念するものである。
第一次イタリア独立戦争中の1848年には、オーストリア軍とピエモンテ軍との間で戦闘が行われている。